# Templemars
Templemars là một xã ở tỉnh Nord miền bắc nước Pháp. Xã có diện tích 4,61  km², dân số năm 1999 là 3435 người. Xã này thuộc Cộng đồng thành thị Lille Métropole.